# Narthecius simulator
Narthecius simulator is een keversoort uit de familie dwergschorskevers (Laemophloeidae). De wetenschappelijke naam van de soort werd in 1890 gepubliceerd door Thomas Lincoln Casey.